# Ikongo (district)
Ikongo is een district van Madagaskar in de regio Vatovavy-Fitovinany. Het district telt 176.293 inwoners (2011) en heeft een oppervlakte van 3.272 km², verdeeld over 13 gemeentes. De hoofdplaats is Ikongo.